# Тямаев, Фирдус Фаритович
Фирдус Фаритович Тямаев (тат. Фирдүс Фәрит улы Тямаев; род. 3 февраля 1983, Нижний Нурлат, Нурлатский район, Татарская АССР, РСФСР, СССР) — татарский эстрадный певец, автор песен и музыкант, исполняющий песни исключительно на своём родном языке. Заслуженный артист Республики Татарстан.

## Биография
Родился 3 февраля 1983 года в селе Нижний Нурлат, в полной семье. У Тямаева есть сестра по имени Лилия и брат по имени Фирзар. Является по национальности татарином.
С детства родители старались приучить своих детей к любови к национальным традициям и культуре. Будучи еще ребёнком, Тямаев уже начал выступать на детских мероприятиях и на праздниках пел популярные татарские песни. Так же молодой человек пел в хоре и участвовал в различных музыкальных конкурсах по пению. Так же позже стал тамадой начал вести различные торжества. После восьмого класса поступил в музыкально-педагогический колледж в Лениногорске на класс баяна и аккордеона. Также он освоил синтезатор и народный духовой инструмент курай. В своё время играл в КВН, начал писать песенные текста, был ведущим отчётных концертов и исполнителем народных песен. Окончив учёбы колледже, в 2002 году Тямаев переехал в административный центр Азнакаево, где устроился работать в автосервисную мастерскую.
Вернувшись к себе домой, в деревне создал музыкальную группу из десяти участников, т. к. у него накопились песенные текста, стихи, своя музыка. Группа отправлялась на гастроли сначала по городам Татарстана, а затем и по России. Тямаев выступает как сольный исполнитель, первый альбом которого был выпущен в 2010 году.

## Личная жизнь
Является многодетным отцом, есть трое детей. Женат.

## Звания и награды
- Заслуженный артист Республики Татарстан
- Победа на национальной музыкальной премии «Болгар радиосы» с вручением статуэтки «Золотая звезда» за песню «Ялгыз торга» (2020)
- Почётный гражданин Нурлата (2024)

## Дискография

### Названия на оригинальном языке и переводы
- 2010 — «Язмыш чэчэклэре» (Цветы жизни).
- 2012 — «Соям, жаным» (Люблю, душа моя).
- 2013 — «Дусларга» (друзьям).
- 2014 — «Сайра эйдэ сандугач» (Пой соловей).
- 2015 — «Гомер утэ» (Жизнь проходит).
- 2015 — «Танцеваль альбом» (Танцевальный альбом).
- 2016 — «Барыбер яратам» (Все равно люблю).
- 2016 — «Лучшие песни».
- 2019 — «Белсэн иде» (Знали бы)

### Интервью
- Фирдус Тямаев: «Если будет совсем туго, придется продать автобус»/Бизнес Online
- Фирдус Тямаев о критике поддержки СВО: «Человеку хорошо, и он говорит: «Куда ты лезешь?»/Татар-информ
- Вернувшийся из зоны СВО Фирдус Тямаев рассказал, в чем нуждаются бойцы/ntv